# Saint-Ouen-d'Aunis
Saint-Ouen-d'Aunis és un municipi francès situat al departament del Charente Marítim i a la regió de la Nova Aquitània. L'any 2007 tenia 1.200 habitants.

## Demografia

### Població
El 2007 la població de fet de Saint-Ouen-d'Aunis era de 1.200 persones. Hi havia 386 famílies de les quals 44 eren unipersonals (44 dones vivint soles i 44 dones vivint soles), 111 parelles sense fills, 200 parelles amb fills i 31 famílies monoparentals amb fills.
La població ha evolucionat segons el següent gràfic:
Habitants censats

### Habitatges
El 2007 hi havia 423 habitatges, 395 eren l'habitatge principal de la família, 11 eren segones residències i 16 estaven desocupats. 416 eren cases i 6 eren apartaments. Dels 395 habitatges principals, 359 estaven ocupats pels seus propietaris, 33 estaven llogats i ocupats pels llogaters i 3 estaven cedits a títol gratuït; 8 tenien dues cambres, 29 en tenien tres, 135 en tenien quatre i 223 en tenien cinc o més. 347 habitatges disposaven pel capbaix d'una plaça de pàrquing. A 119 habitatges hi havia un automòbil i a 260 n'hi havia dos o més.

### Piràmide de població
La piràmide de població per edats i sexe el 2009 era:
| Homes | Edats   | Dones |
| ----- | ------- | ----- |
| 0     | 95 o +  | 0     |
| 0     | 90 a 94 | 0     |
| 4     | 85 a 89 | 4     |
| 0     | 80 a 84 | 0     |
| 16    | 75 a 79 | 12    |
| 8     | 70 a 74 | 8     |
| 12    | 65 a 69 | 12    |
| 8     | 60 a 64 | 16    |
| 32    | 55 a 59 | 16    |
| 32    | 50 a 54 | 56    |
| 16    | 45 a 49 | 12    |
| 32    | 40 a 44 | 20    |
| 16    | 35 a 39 | 20    |
| 44    | 30 a 34 | 28    |
| 16    | 25 a 29 | 36    |
| 24    | 20 a 24 | 16    |
| 32    | 15 a 19 | 12    |
| 20    | 10 a 14 | 16    |
| 20    | 5 a 9   | 20    |
| 20    | 0 a 4   | 32    |

## Economia
El 2007 la població en edat de treballar era de 786 persones, 606 eren actives i 180 eren inactives. De les 606 persones actives 565 estaven ocupades (304 homes i 261 dones) i 41 estaven aturades (17 homes i 24 dones). De les 180 persones inactives 64 estaven jubilades, 52 estaven estudiant i 64 estaven classificades com a «altres inactius».

### Ingressos
El 2009 a Saint-Ouen-d'Aunis hi havia 414 unitats fiscals que integraven 1.183,5 persones, la mediana anual d'ingressos fiscals per persona era de 19.216 €.

### Activitats econòmiques
Dels 31 establiments que hi havia el 2007, 1 era d'una empresa alimentària, 8 d'empreses de construcció, 8 d'empreses de comerç i reparació d'automòbils, 4 d'empreses d'hostatgeria i restauració, 1 d'una empresa d'informació i comunicació, 1 d'una empresa financera, 2 d'empreses de serveis, 1 d'una entitat de l'administració pública i 5 d'empreses classificades com a «altres activitats de serveis».
Dels 12 establiments de servei als particulars que hi havia el 2009, 1 era una funerària, 1 taller de reparació d'automòbils i de material agrícola, 1 paleta, 4 fusteries, 2 lampisteries, 1 electricista, 1 perruqueria i 1 restaurant.
Dels 2 establiments comercials que hi havia el 2009, 1 era una fleca i 1 una botiga de material esportiu.
L'any 2000 a Saint-Ouen-d'Aunis hi havia 9 explotacions agrícoles.

## Equipaments sanitaris i escolars
El 2009 hi havia una escola elemental.

## Poblacions més properes
El següent diagrama mostra les poblacions més properes.